# Philémon De Meersman
Philémon de Meersman (Zellik, 15 de novembre de 1914 - Dilbeek, 2 d'abril de 2005) va ser un ciclista belga que fou professional entre 1936 i 1939.
Durant la seva carrera professional aconseguí 7 victòries, destacant la primera edició de la Fletxa Valona, el 1936.
La Segona Guerra Mundial posà fi a la seva carrera com a ciclista.

## Palmarès
- 1934
  - Campió de la província d'Hainaut
- 1935
  - 1r a la Lilla-Brussel·les-Lilla
  - 1r a la Gant-Ieper
  - 1r a Neufvilles
  - 1r a Velaines
- 1936
  - 1r a la Fletxa Valona
  - 1r a la París-Angers
- 1937
  - 1r a Soignies
  - 1r a Troyes
  - 1r a Deurne-Zuid
- 1939
  - Vencedor d'una etapa del Tour del Nord
  - 1r a Hombeek